# Vincent Mduduzi Zungu
Vincent Mduduzi Zungu (* 28. dubna 1966, Mbongolwane) je jihoafrický duchovní, biskup a člen Řádu menších bratří.

## Stručný životopis
Narodil se 28. dubna 1966 ve vesnici Mbongolwane, v diecézi Eshowe. Filosofická a teologická studia získal v Semináři major Svatého Jana Vianney v Pretorii. Dne 18. ledna 1988 vstoupil do Řádu menších bratří. První sliby složil 19. ledna 1989 a věčné sliby 2. července 1994. Na Katolické univerzitě v Štrasburku získal licentiát z morální teologie.
Na kněze byl vysvěcen 8. července 1995.
Po vysvěcení působil jako farní vikář v misii Hardenberg, mistr noviců a atrážce konventu v Besters, profesor v Semináři major Svatého Jana Vianney, provinciální vikář a asistent ředitela postulantů, provinciál františkánů v Jihoafrické republice. Od roku 2009 je generálním definitorem pro Afriku a Blízký východ.
Dne 2. února 2014 jej papež František jmenoval biskupem diecéze Port Elizabeth. Biskupské svěcení přijme 28. června 2014.